# Onthophagus riekoae
Onthophagus riekoae là một loài bọ cánh cứng trong họ Bọ hung (Scarabaeidae).